# Front des gauches de Catalogne
Pour les articles homonymes, voir Front de gauche et Front des gauches.
Pour la coalition politique française formée en 1936, voir Front populaire (France).
Pour la coalition politique espagnole formée en 1936, voir Front populaire (Espagne).
Le Front des gauches de Catalogne (en catalan : Front d'Esquerres de Catalunya) est un Front populaire de gauche fondé à Barcelone le 4 février 1936, allié au Front populaire espagnol.
La coalition disparaît à la fin de la guerre d'Espagne, lors de la chute de la Catalogne devant l'avancée des troupes nationalistes, en 1939.

## Historique
Coalition électorale catalane sous la République espagnole, le Front des Gauches de Catalogne obtient un triomphe aux élections législatives du 16 février 1936, affrontant le parti conservateur du Front Català d'Ordre dont le Front des Gauches sort vainqueur.
Se définissant comme Front populaire, cette alliance est l'équivalent au niveau espagnol du Frente popular et au niveau français du Front populaire de 1936.
Dans la Communauté valencienne, la coalition est nommée Front d'Esquerres (en français : Front des gauches).
L'alliance du Front des gauches de Catalogne soutient le Front Populaire, coalition républicaine, dans l'objectif de gouverner la République à gauche.

## Composantes
Le Front des gauches de Catalogne (Front d'Esquerres de Catalunya) signe un accord à Barcelone le 4 février 1936, dont les composantes sont:
- Gauche républicaine de Catalogne (ERC)
- ACR
- PNRE
- Unió Socialista de Catalunya
- PSUC
- Partit Republicà d'Esquerra
- Unió de Rabassaires de Catalunya
- POUM
- Partit Català Proletari
- Partit Comunista de Catalunya[5].